# エヴァ・ロヴィア
エヴァ・ロヴィア（Eva Lovia, 1989年5月29日 - ）は、日系アメリカ人とスペイン系アメリカ人の血をひく、アメリカ合衆国のポルノ女優。

## 生い立ち
キャンディス・クラーク（Candice Clarke）の出生名で、ノースカロライナ州ウィルミントンにて生まれる。専業のポルノ女優となる以前はフーターズにて働き、ポルノスターのキャリアを積みながら心理学の学士号を取得した。

## 経歴
最初はレズビアンのセックスシーンのみの出演で、ポルノ映画界での活動を開始した。デビュー当時は羞恥心が強く、男女のシーンを撮る準備ができていないと考えていた。2015年、初めて男性とのシーンを撮影したのは、Reality Kingsスタジオの作品におけるミック・ブルーとの絡みであった。
2015年1月、第1回DPスター・リアリティショーを獲得し、Digital Playgroundと契約したロヴィアは、宇宙にてポルノ映画を撮るという野心的なプロジェクトをジョニー・シンズと共に選択したとPornhubで発表し、センセーションを巻き起こした。『Sexplorations』というタイトルのこの作品はクラウドファンディングを通じて340万ドルが集まった後、地球低軌道の宇宙船内にて撮影される予定であった。しかし、募金活動は期待された結果をもたらさず、予定金額の10パーセントにも満たずプロジェクトは棚上げされた。
2015年、ロヴィアはブルー・ボール財団のキャンペーンに参加し、オーストラリアの精巣腫瘍の問題に注目を集めるため、『ゲーム・オブ・スローンズ』シリーズのパロディ『ゲーム・オブ・ボールズ』に出演した。Digital Playgroundに加え、アダルトサイトのBlacked、Tushy、Vixenを創立したグレッグ・ランスキーやHardXのサイトにも携わり、2016年には自身のサイトをオープンした。
2017年3月には、ヴィクセン・スタジオのエンジェル・オブ・ザ・マンスに選出されたほか、ペントハウス誌2017年12月号のペントハウス・ペットにも選ばれた。多くのノミネートにもかかわらず、いわゆる「ポルノのアカデミー賞」であるAVNアワードを受賞したことは無いが、フォーチュン誌はロヴィアをアダルトエンターテインメント界で最も人気のある12人のポルノスターのリストに加えた。

## ノミネーション
| 年   | 賞          | 結果       | 部門                                                                                       | 作品                         |
| ---- | ----------- | ---------- | ------------------------------------------------------------------------------------------ | ---------------------------- |
| 2016 | AVNアワード | ノミネート | Best All-Girl Group Sex Scene (ローラ・フォックス、ベラ・ローズと)                         | College Rules 20             |
| 2016 | AVNアワード | ノミネート | Best Boy/Girl Sex Scene (ケイラン・リーと)                                                 | Flesh                        |
| 2016 | AVNアワード | ノミネート | Best Group Sex Scene (マディ・オライリー、ケイラン・リー、デリック・ピアースと)            | Flesh                        |
| 2016 | AVNアワード | ノミネート | Best Sex Scene in a Foreign-Shot Production (フランチェスカ・ジェームス、ナチョ・ビダルと) | Monarch                      |
| 2016 | AVNアワード | ノミネート | Female Performer of the Year                                                               |                              |
| 2016 | XBIZ賞      | ノミネート | Best Scene — Couples-Themed Release (マーク・ローズと)                                     | Monarch: Agents of Seduction |
| 2016 | XBIZ賞      | ノミネート | Best Actress — Couples-Themed Release                                                      | Monarch: Agents of Seduction |
| 2016 | XBIZ賞      | ノミネート | Best Actress — Parody Release                                                              | Anchorwoman: A XXX Parody    |
| 2017 | AVNアワード | ノミネート | Best All-Girl Group Sex Scene (クロエ・アムーア、ライアン・ライアンズと)                   | Lick It Good                 |
| 2017 | AVNアワード | ノミネート | Best Girl/Girl Sex Scene (エイドラ・フォックスと)                                          | We Live Together.com 43      |
| 2017 | XBIZ賞      | ノミネート | Best Scene - Parody Release (アリア・アレクサンダー、ライアン・ライダーと)                 | Sex Machina: a XXX Parody    |
| 2017 | XBIZ賞      | ノミネート | Female Performer of the Year                                                               |                              |

## 主な出演作
- 2013年: Amateur Lesbians Fuck
- 2013年: Getting Schooled
- 2013年: Show No Mercy
- 2014年: College Rules 17
- 2014年: Rookie of The Year: 2015
- 2015年: Anchorwoman: A XXX Parody
- 2015年: College Rules 20
- 2015年: Eva’s Adventures
- 2015年: Flesh
- 2015年: Kill Bill: A XXX Parody
- 2015年: Massive Curves
- 2015年: Monarch: Agents of Seduction
- 2016年: Bulldogs
- 2016年: Lick It Good
- 2016年: My Dad’s Hot Girlfriend 30
- 2016年: PornstarFantasy 3
- 2016年: Sex Machina : A XXX Parody
- 2016年: We Live Together.com 43
- 2017年: Agent 69
- 2017年: Ass Parade 61
- 2017年: Eva
- 2017年: My Wife’s Hot Sister